# Trogoderma sinistrum
Trogoderma sinistrum är en skalbaggsart som beskrevs av Henry Clinton Fall 1926. Trogoderma sinistrum ingår i släktet Trogoderma och familjen ängrar. Inga underarter finns listade i Catalogue of Life.